# 帕克塔
帕克塔（葡萄牙語：Paquetá）是巴西皮奥伊州的一个市镇。总面积448.457平方公里，总人口4555人，人口密度每平方公里大约有10.2人。